# تالین

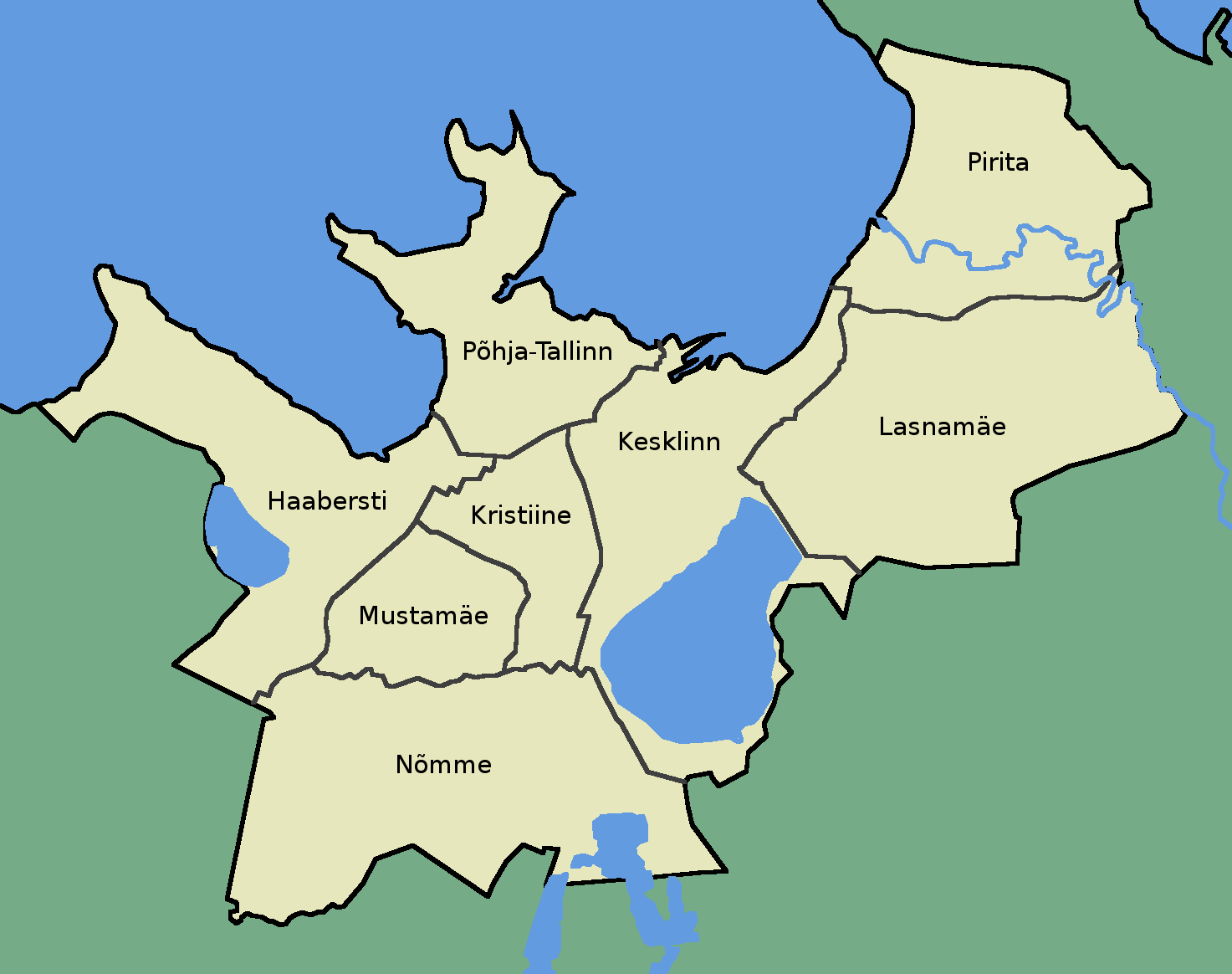

تالین (به استونیایی: Tallinn) پایتخت و بزرگ‌ترین شهر کشور استونی است که در ساحل شمالی این کشور و در کنار خلیج فنلاند قرار دارد. این شهر از قرن سیزدهم تا ۱۹۱۸ میلادی و اشغال استونی توسط آلمان در جنگ جهانی دوم از ۱۹۴۱ تا ۱۹۴۴ با نام روال (به استونیایی: Reval) شناخته می‌شده‌است.
شهر تالین حدود ۱۵۹٫۲ کیلومترمربع مساحت و ۴۴۰٬۷۷۶ نفر جمعیت دارد. این شهر در ۸۰ کیلومتری جنوب شهر هلسینکی، ۳۸۰ کیلومتری شرق استکهلم و ۳۲۴ کیلومتری غرب سن پترزبورگ واقع شده‌است.
این شهر که به‌عنوان پایتخت فرهنگی اروپا در سال ۲۰۱۱ نیز معرفی شده در فهرست آثار جهانی یونسکو قرار دارد و جزو ده شهر برتر هوشمند دنیا می‌باشد و اغلب سیلیکون‌ولی اروپا نامیده می‌شود. مرکز آژانس آی‌تی اتحادیه اروپا و مرکز دفاع سایبری ناتو در این شهر قرار دارد.

## نام‌گذاری
در گذشته نام این شهر قلون (Qlwn یا Qalaven, احتمالاً مشتقات Kalevan یا Kolyvan) بوده‌است و شریف ادریسی مورخ مسلمان در آثار خود به این شهر اشاراتی را نموده و آن را مانند قلعه کوچکی توصیف نموده‌است. پس از فتح تالین توسط دانمارکی‌ها این شهر با نام روال (Reval) و تا سال ۱۹۱۸ مورد استفاده بوده‌است.
واژه امروزی تالین در زبان استونیایی معنی قلعه دانمارکی می‌دهد.

## تاریخچه
اولین آثار پیدا شده از زندگی انسان در تالین مربوط به ۵۰۰۰ سال پیش می‌باشد که آثار باستانشناسی آن پیدا شده‌است. در حدود سال ۱۰۵۰ میلادی در تپه تومپئا ساخته شده‌است. در سال ۱۲۱۹ حکومت دانمارکی در تالین و شمال استونی آغاز شد، در این دوران این شهر به عنوان یک بندر مهم برای تجارت بین کشورهای اسکاندیناوی و روسیه محسوب می‌شد.
دانمارکی‌ها در سال ۱۳۴۶ میلادی تالین و دیگر مناطق شمالی استونی را به شوالیه‌های تتونیک فروختند، تالین قرون وسطی از موقعیت استراتژیک در تجارت شمال و غرب اروپا با روسیه برخوردار بود، شهر دارای ۸۰۰۰ نفر جمعیت و ۶۶ برج و بارو دفاعی بود.

## جغرافیا
تالین در جنوب خلیج فنلاند و شمال غربی استونی واقع شده‌است و دارای دو دریاچه به نام‌های اولمیسته (۹٫۴۴ کیلومتر مربع) و هارکو (۱٬۶۳۵ کیلومتر مربع) می‌باشد.
بلندترین نقطه در تالین ۶۴ متر ارتفاع از سطح دریا است و در ناحیه Hiiu, Nõmme در جنوب غربی شهر واقع شده‌است. تالین همچنین دارای ۴۶ کیلومتر طول خط ساحلی است و از ۳ بخش بزرگ Kopli peninsula و Paljassaare peninsula و Kakumäe peninsula تشکیل می‌شود.

## ناحیه‌ها
| ناحیه            | جمعیت (سپتامبر) | مساحت                               | تراکم                        |
| ---------------- | --------------- | ----------------------------------- | ---------------------------- |
| ۱. هابرستی       | ۴۴٬۵۱۶          | ۲۲٫۲۶ کیلومتر مربع (۸٫۶ مایل مربع)  | ۱٬۹۹۹٫۸/km2 (۵٬۱۷۹٫۵/sq mi)  |
| ۲. کسکلین (مرکز) | ۶۰٬۸۴۸          | ۳۰٫۵۶ کیلومتر مربع (۱۱٫۸ مایل مربع) | ۱٬۹۹۱٫۱/km2 (۵٬۱۵۶٫۹/sq mi)  |
| ۳. کریستینه      | ۳۲٬۷۴۶          | ۷٫۸۴ کیلومتر مربع (۳٫۰ مایل مربع)   | ۴٬۱۷۶٫۸/km2 (۱۰٬۸۱۸/sq mi)   |
| ۴. لاسنامه       | ۱۱۹٬۲۳۷         | ۲۷٫۴۷ کیلومتر مربع (۱۰٫۶ مایل مربع) | ۴٬۳۴۰٫۶/km2 (۱۱٬۲۴۲٫۲/sq mi) |
| ۵. موستامه       | ۶۷٬۵۰۶          | ۸٫۰۹ کیلومتر مربع (۳٫۱ مایل مربع)   | ۸٬۳۴۴/km2 (۲۱٬۶۱۲/sq mi)     |
| ۶. نومه          | ۳۹٬۳۷۱          | ۲۹٫۱۷ کیلومتر مربع (۱۱٫۳ مایل مربع) | ۱٬۳۴۹٫۷۱/km2 (۳٬۴۹۵٫۷/sq mi) |
| ۷. پیریتا        | ۱۸٬۲۰۳          | ۱۸٫۷۳ کیلومتر مربع (۷٫۲ مایل مربع)  | ۹۷۱٫۸۶/km2 (۲٬۵۱۷٫۱/sq mi)   |
| ۸. پوهیا-تالین   | ۵۹٬۵۳۴          | ۱۵٫۹ کیلومتر مربع (۶٫۱ مایل مربع)   | ۳٬۷۴۴/km2 (۹٬۶۹۸/sq mi)      |

## آب و هوا
آب و هوای تالین بسیار سرد است و دمای هوا در زمستان‌ها گاهی به ۳۲ درجه زیر صفر می‌رسد. این درحالی است که در فصول گرم به ندرت دما از سی درجه سانتیگراد تجاوز می‌نماید.

## مردم
بیشتر مردم شهر تالین استونیایی‌تبار هستند و برخی اقلیت‌های فنلاندی و روس نیز در این شهر ساکن می‌باشند.
| سال   | ۱۳۷۲  | ۱۷۷۲  | ۱۸۱۶   | ۱۸۳۴   | ۱۸۵۱   | ۱۸۸۱   | ۱۸۹۷   | ۱۹۲۵    | ۱۹۵۹    | ۱۹۸۹    | ۲۰۰۰    | ۲۰۰۵    | ۲۰۱۰    | ۲۰۱۷    | ۲۰۱۸    | ۲۰۱۹    |
| ----- | ----- | ----- | ------ | ------ | ------ | ------ | ------ | ------- | ------- | ------- | ------- | ------- | ------- | ------- | ------- | ------- |
| جمعیت | ۳٬۲۵۰ | ۶٬۹۵۴ | ۱۲٬۰۰۰ | ۱۵٬۳۰۰ | ۲۴٬۰۰۰ | ۴۵٬۹۰۰ | ۵۸٬۸۰۰ | ۱۱۹٬۸۰۰ | ۲۸۳٬۰۷۱ | ۴۷۸٬۹۷۴ | ۴۰۰٬۳۷۸ | ۴۰۱٬۶۹۴ | ۴۰۶٬۷۰۳ | ۴۲۶٬۵۳۸ | ۴۳۰٬۸۰۵ | ۴۳۴٬۵۶۲ |

## اقتصاد
تالین سرمایه اقتصادی و تجاری استونی است. این شهر دارای اقتصاد بسیار متنوعی است و شامل فناوری اطلاعات، گردشگری و لجستیک می‌شود. بیش از نیمی از تولید ناخالص داخلی استونی متعلق به تالین است. در سال ۲۰۰۸، سرانه تولید ناخالص داخلی تالین ۱۷۲ درصد از میانگین استونی بود.

### فناوری اطلاعات
تالین علاوه بر کارکردهای دیرینه به عنوان بندرگاه و پایتخت، شاهد توسعه بخش فناوری اطلاعات است. نیویورک تایمز در ۱۳ دسامبر ۲۰۰۵، استونی را به‌عنوان «سیلیکون‌ولی در دریای بالتیک» توصیف کرد.
اسکایپ یکی از مشهورترین استارت‌آپ‌های استونیایی است که در تالین طراحی شده‌است. در سال‌های اخیر تالین به تدریج در حال تبدیل شدن به یکی از مراکز اصلی فناوری اطلاعات در اروپا شده‌است، مرکز دفاع سایبری ناتو در این شهر واقع شده‌است، همچنین دفاتر شرکت‌هایی همچون تلیا کمپانی و کوهنه + ناگل در تالین قرار دارد.

## گردشگری
شهر تالین با توجه به ثبت بخش قدیمی آن در میراث جهانی یونسکو به دلیل وجود آثار بسیار زیاد سالم به‌جای مانده از قرون وسطی سالانه میزبان گردشگران زیادی می‌باشد، از آثار تاریخی این شهر می‌توان به کاخ کادریورگ، موزه هنر استونی، کلیسای جامع الکساندر نوسکی، کلیسای جامع سنت ماری و دیوارهای تالین اشاره کرد.
سالانه حدود ۴٫۳ میلیون نفر از شهر تالین بازدید می‌کنند و این تعداد در طول یک دهه گذشته پیوسته رشد داشته‌است.

## آموزش و پرورش

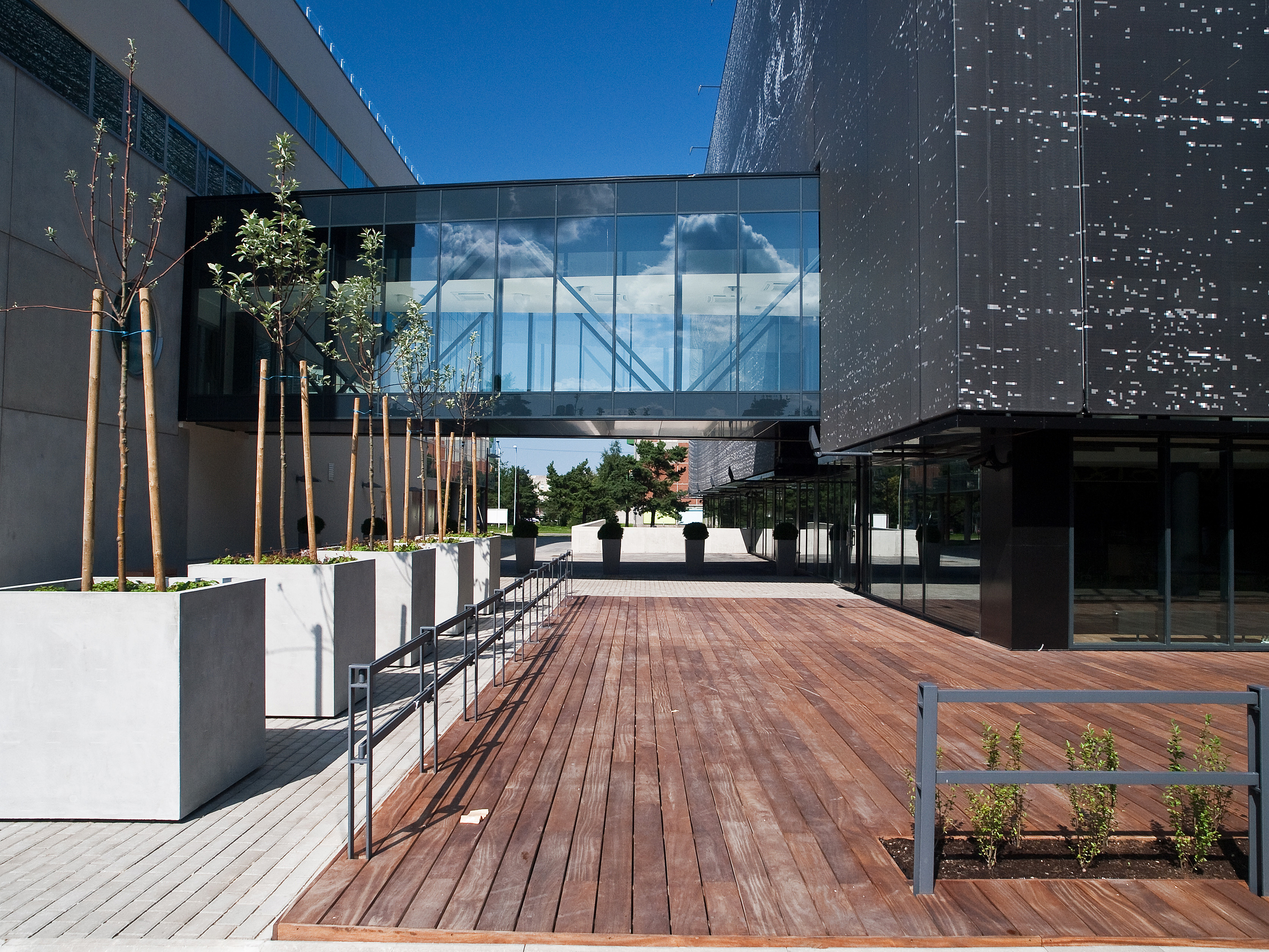
دانشگاه صنعتی تالین

موسسات آموزش عالی تالین عبارتند از:
- مدرسه فیلم و رسانه بالتیک
- آکادمی هنرهای استونی
- آکادمی علوم امنیتی استونی
- آکادمی موسیقی و تئاتر استونی
- مدرسه بازرگانی استونی
- آکادمی دریانوردی استونی
- مؤسسه ملی فیزیک شیمی و بیوفیزیک
- دانشگاه تالین
- دانشگاه صنعتی تالین

## ترابری

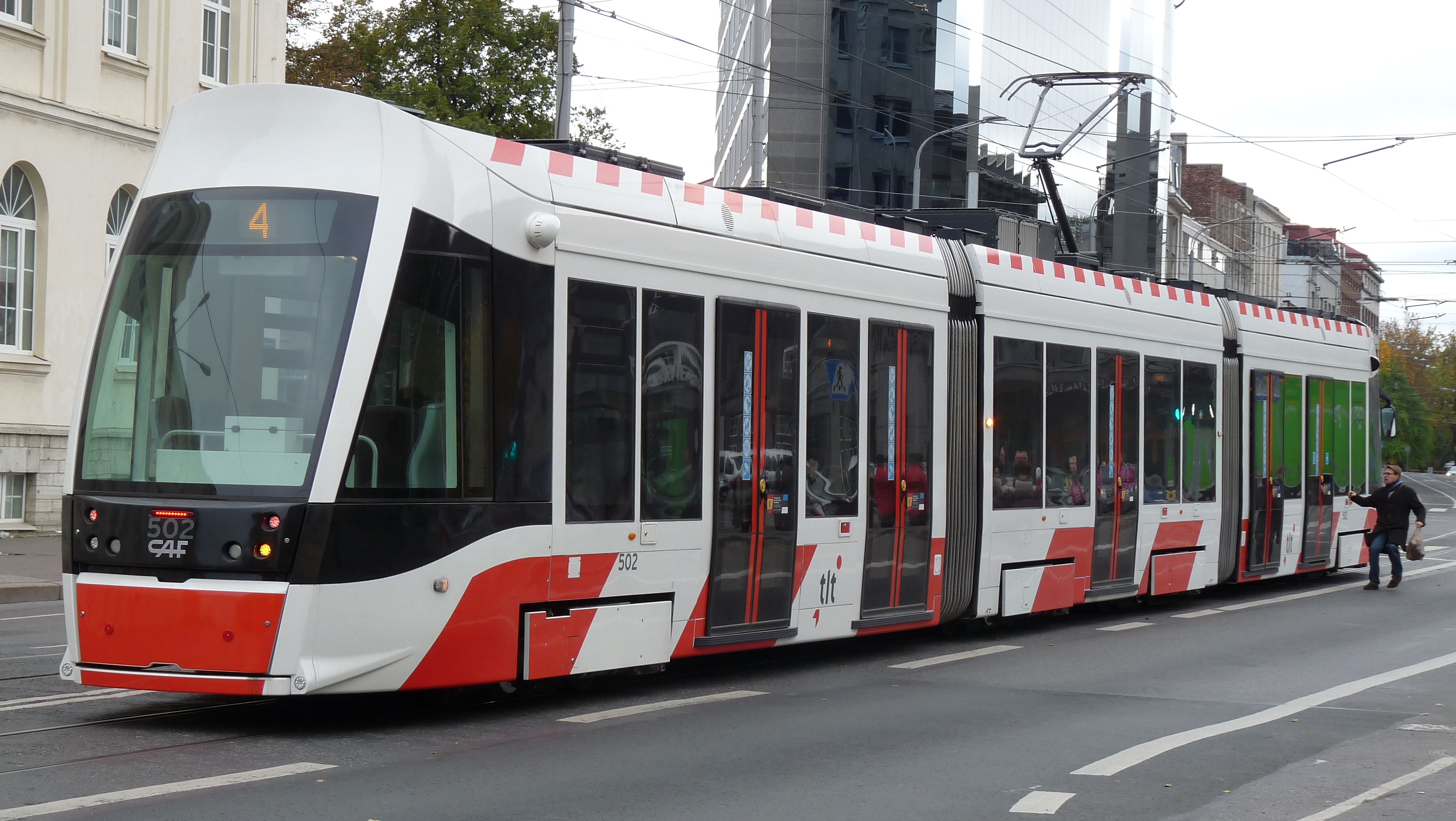
تراموا تالین

تالین دارای ۷۳ خط اتوبوس داخل شهری، ۴ خط تراموا و ۴ خط اتوبوس برقی می‌باشد، فرودگاه تالین در سال ۱۹۳۶ تأسیس شده و به نقاط مختلف اروپا پرواز دارد، همچنین ایستگاه راه‌آهن بالتی یام به عنوان ایستگاه مرکزی شهر در سال ۱۸۷۰ میلادی راه‌اندازی شده و به نقاط مختلف استونی و شهرهای مسکو و سنت پترزبورگ خدمات‌دهی دارد.

## شهرهای خواهرخوانده
| - آناپولیس، مریلند، ایالات متحده آمریکا - کارکاسون، فرانسه - دارتفورد، انگلستان، بریتانیا - خنت، بلژیک - یوتبری، سوئد - خرونینگن، هلند | - هانگژو، جمهوری خلق چین - کیل، آلمان - کوتکا، فنلاند (1955) - لوس گاتوس، کالیفرنیا، کالیفرنیا، ایالات متحده آمریکا - مالمو، سوئد - مسکو، روسیه - پورتلند، اورگن، آرگن، ایالات متحده آمریکا | - ریگا، لتونی - سن پترزبورگ، روسیه - شورین، آلمان - استکهلم، سوئد - ونیز، ایتالیا - ویلنیوس، لیتوانی |

## نگارخانه

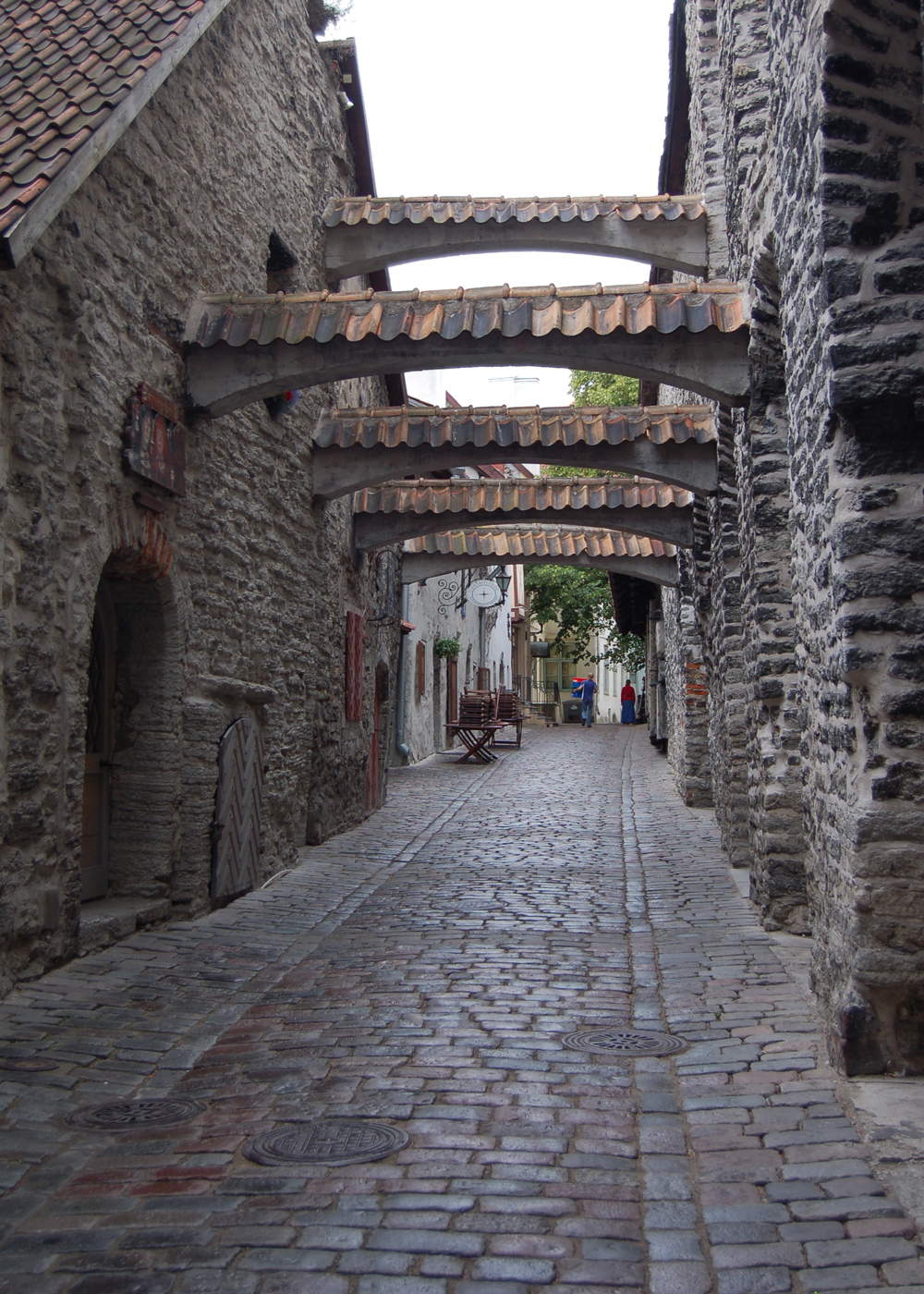
گذرگاه سنت کاترین
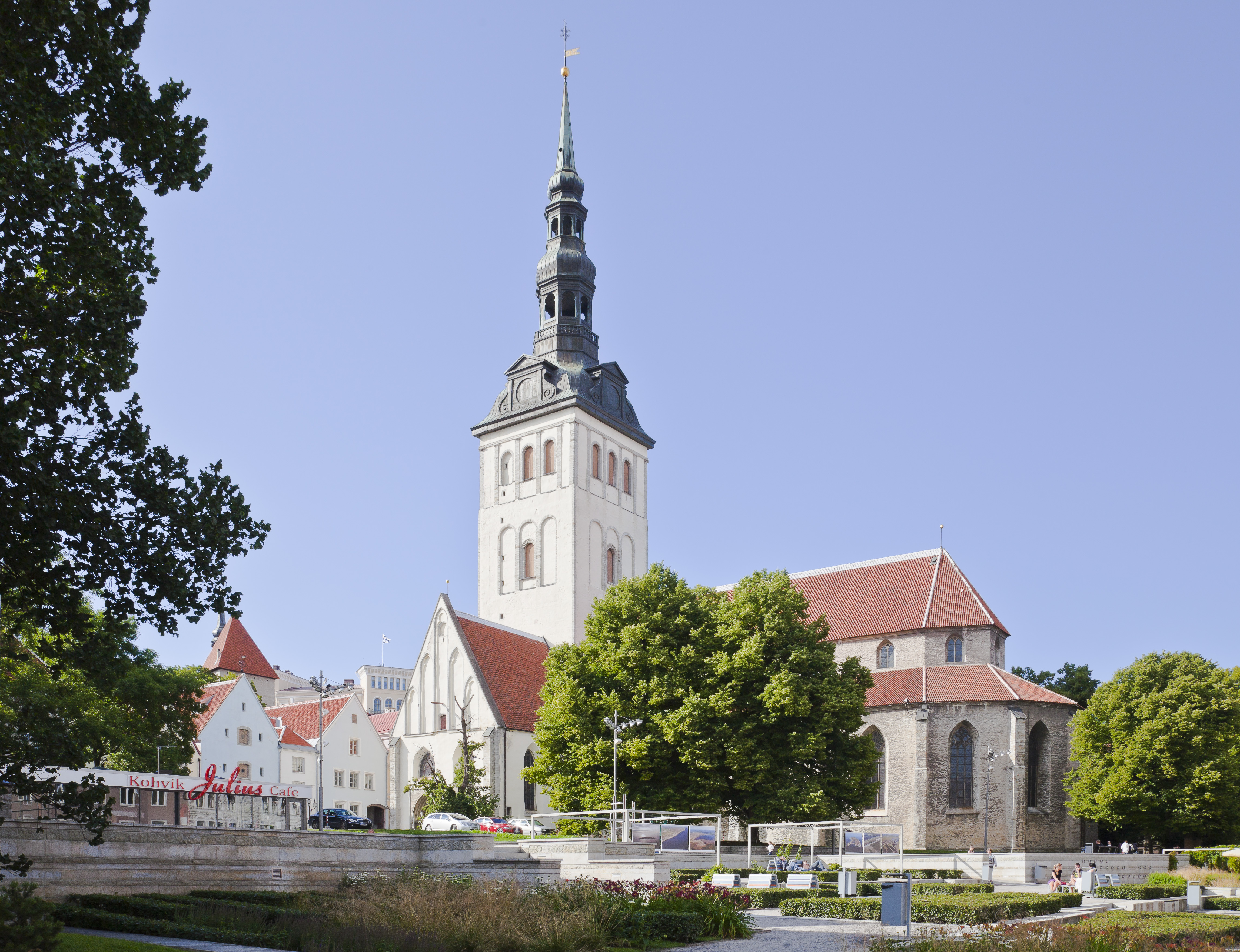
کلیسای سنت نیکولا، تالین
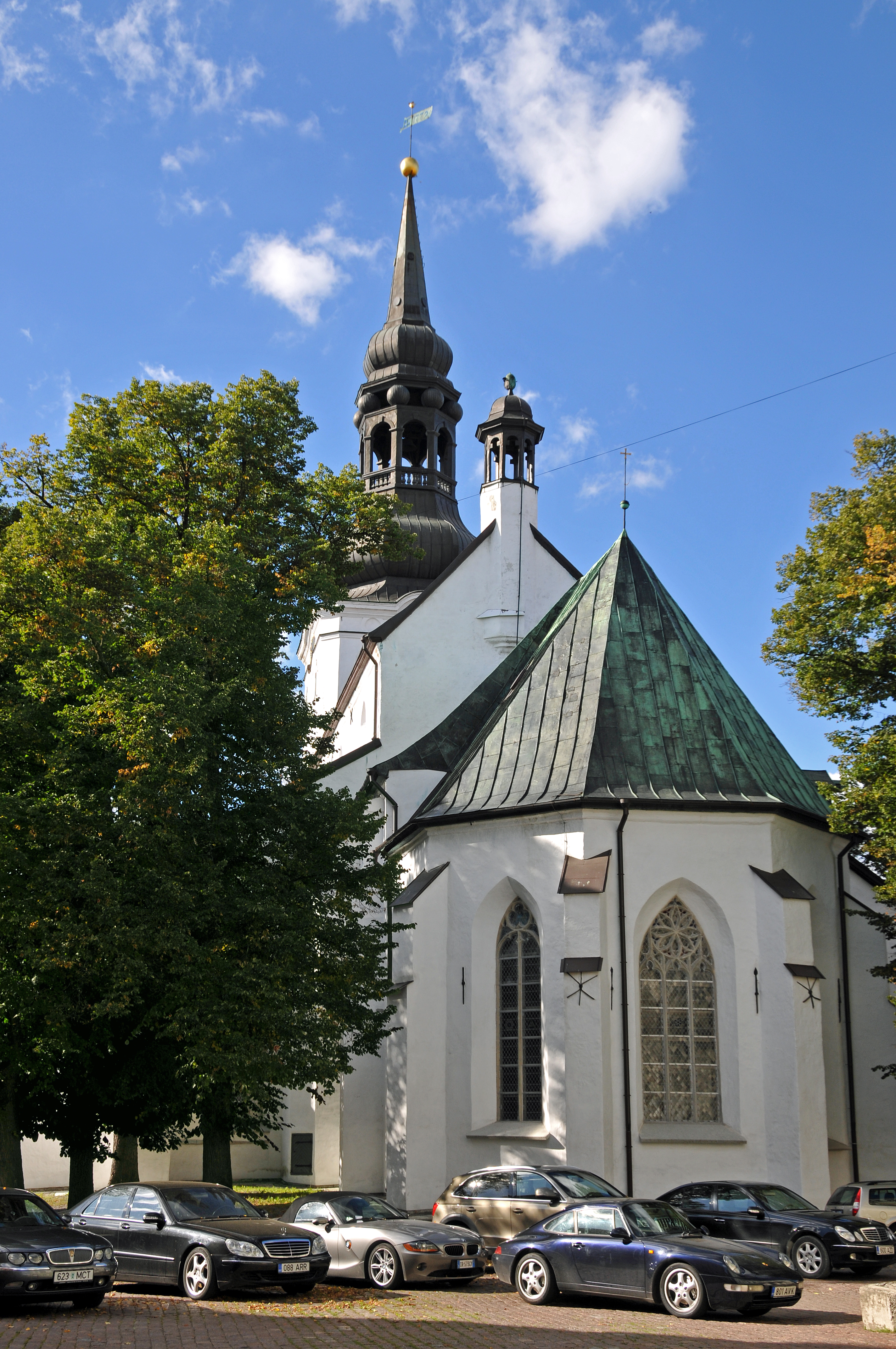
کلیسای جامع سنت ماری
کلیسای جامع الکساندر نوسکی، تالین ساخت در ۱۸۹۴–۱۹۰۰
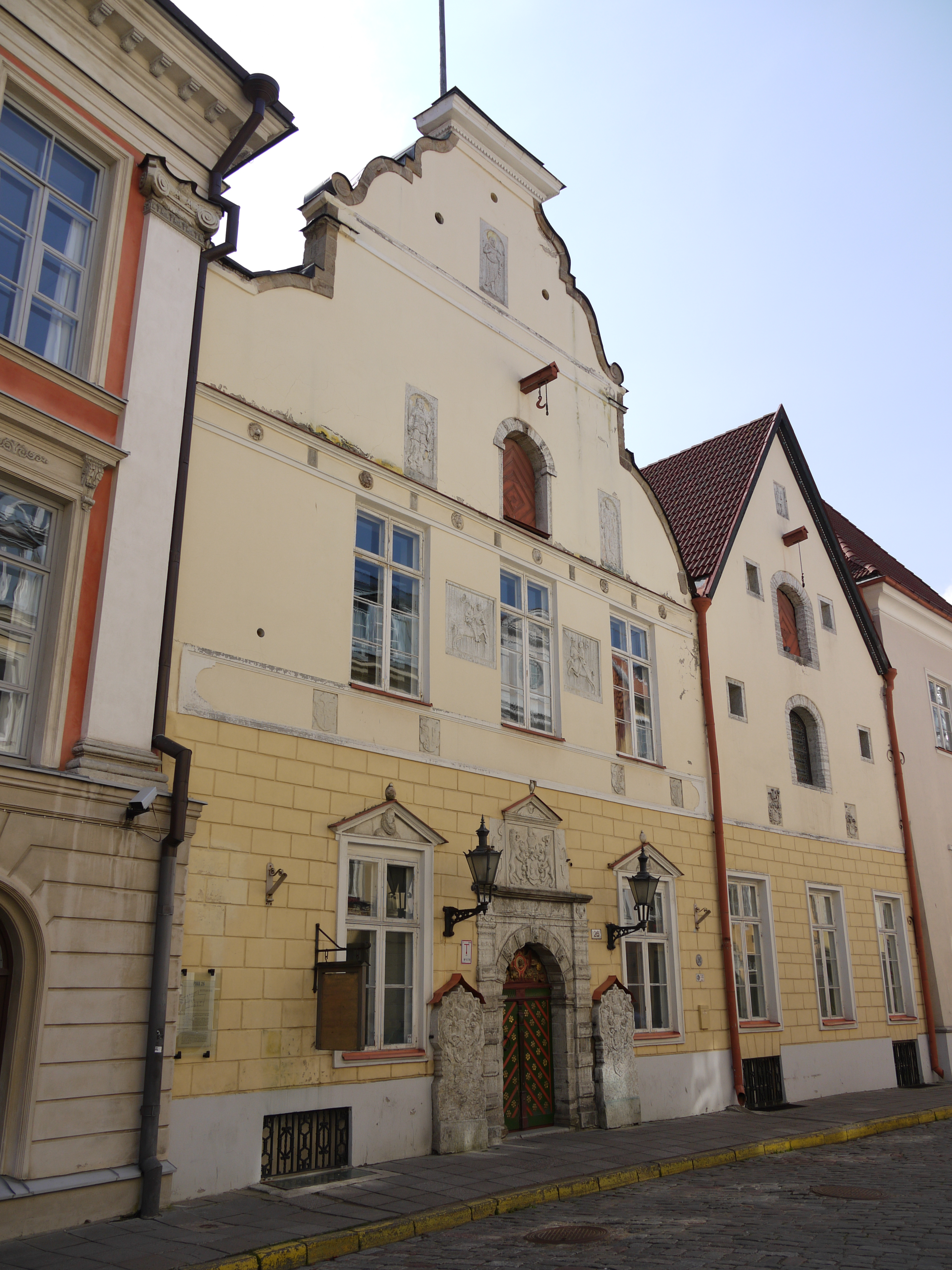
خانه Brotherhood of Blackheads
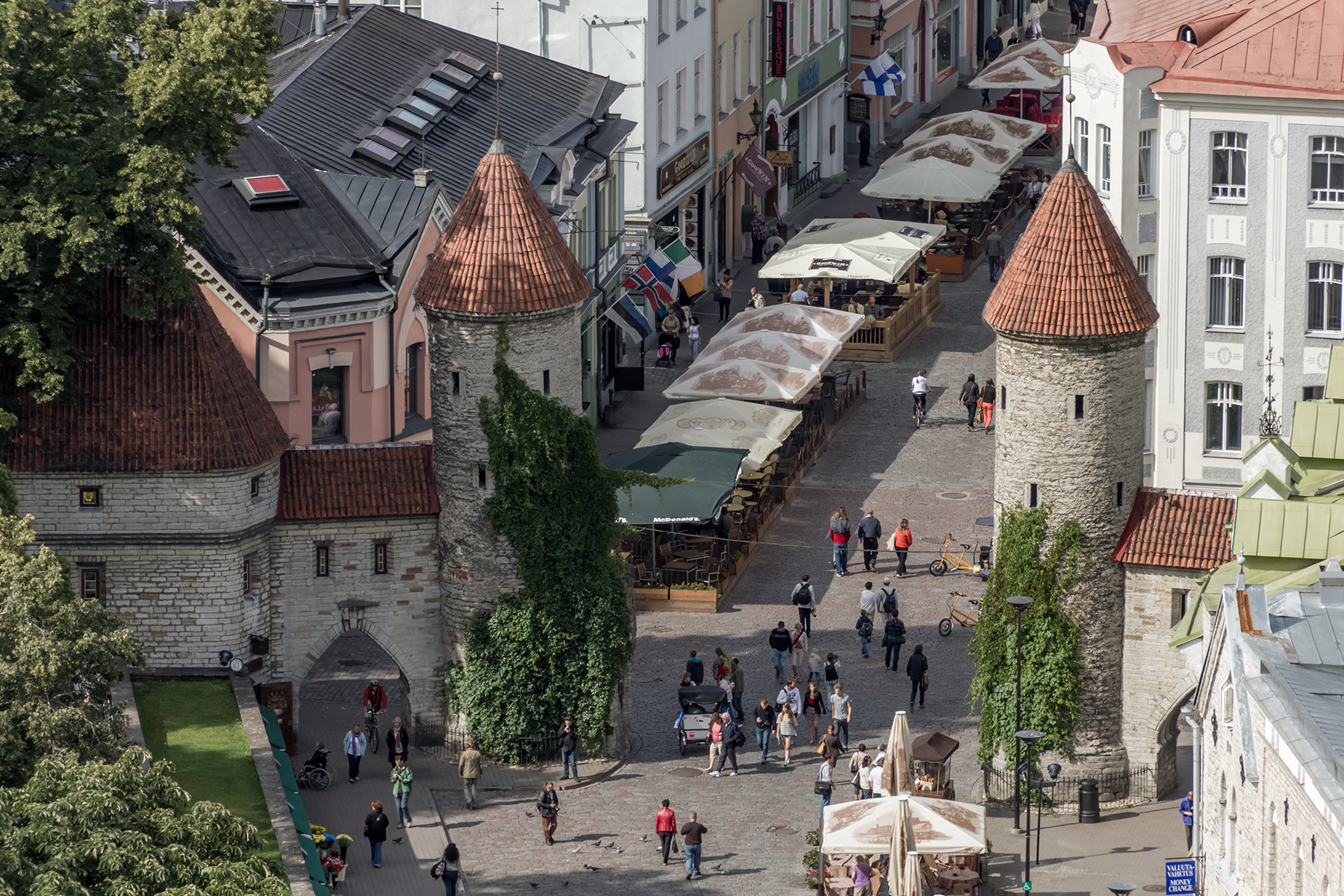
دروازه ویرو، ورودی بخش قدیمی شهر
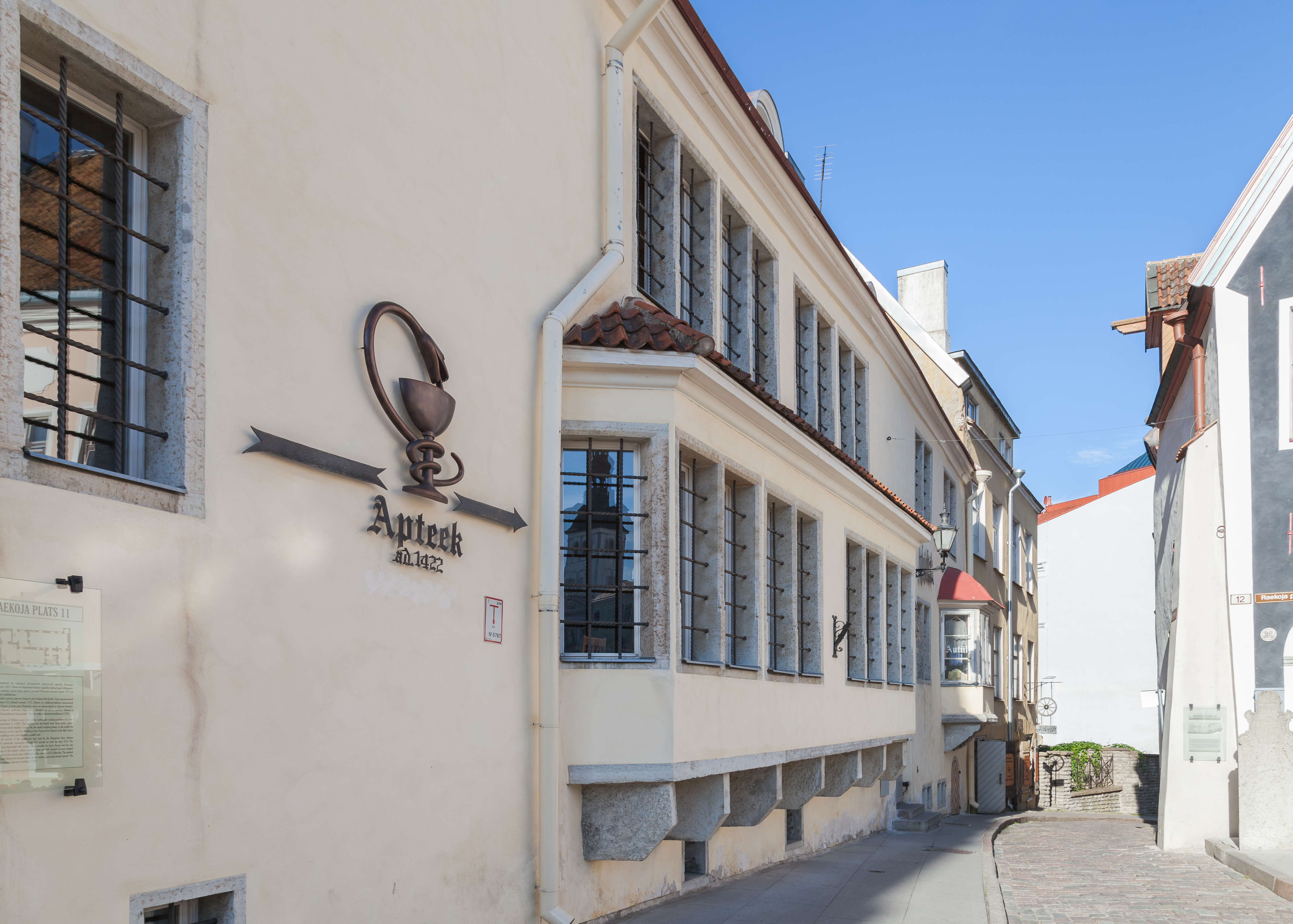
رائاپتیک،  ساخت در ۱۴۲۲، یکی از قدیمی‌ترین داروخانه‌ها در اروپا
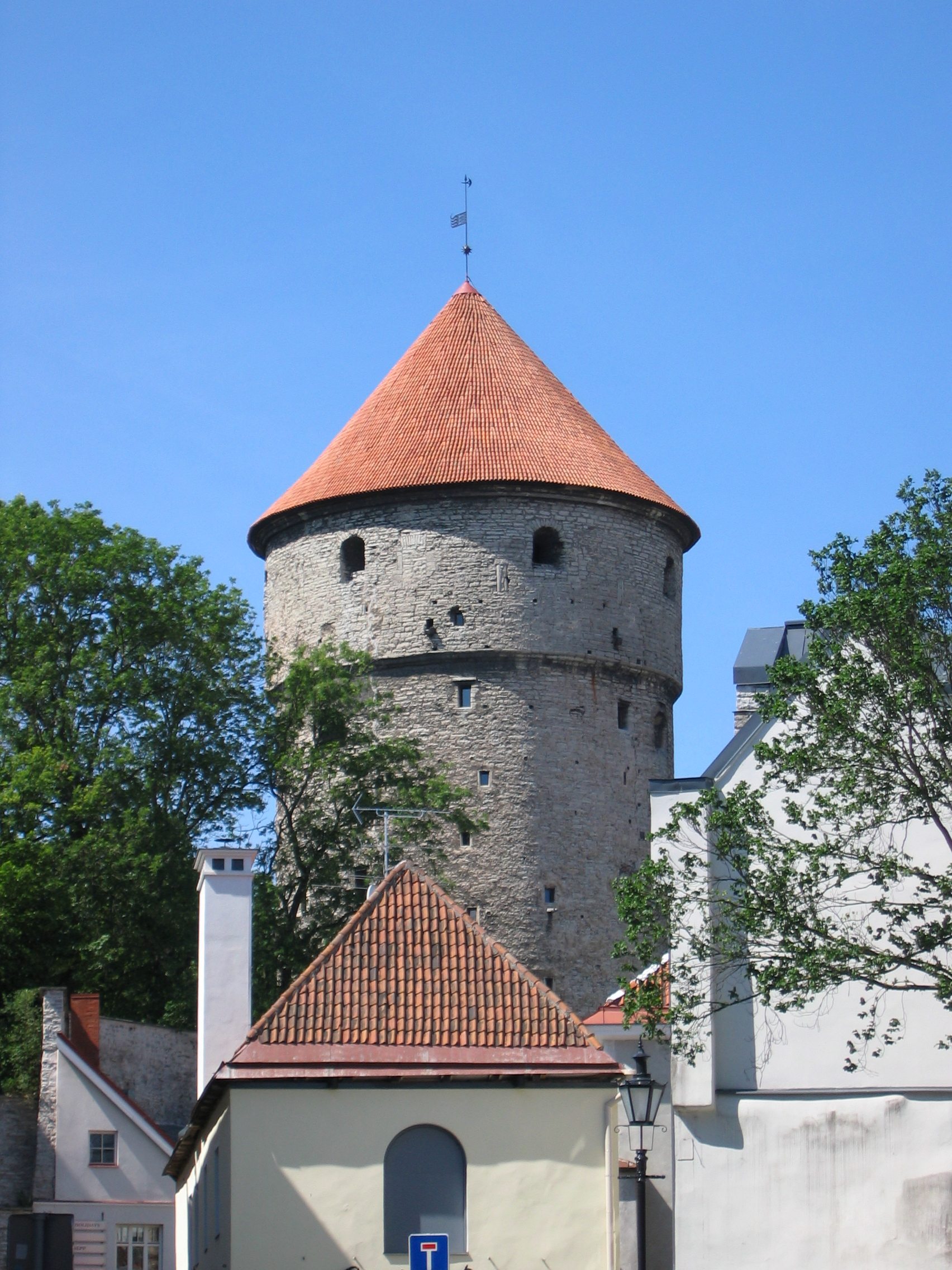
برج دفاعی کیک این ده کوک، تالین
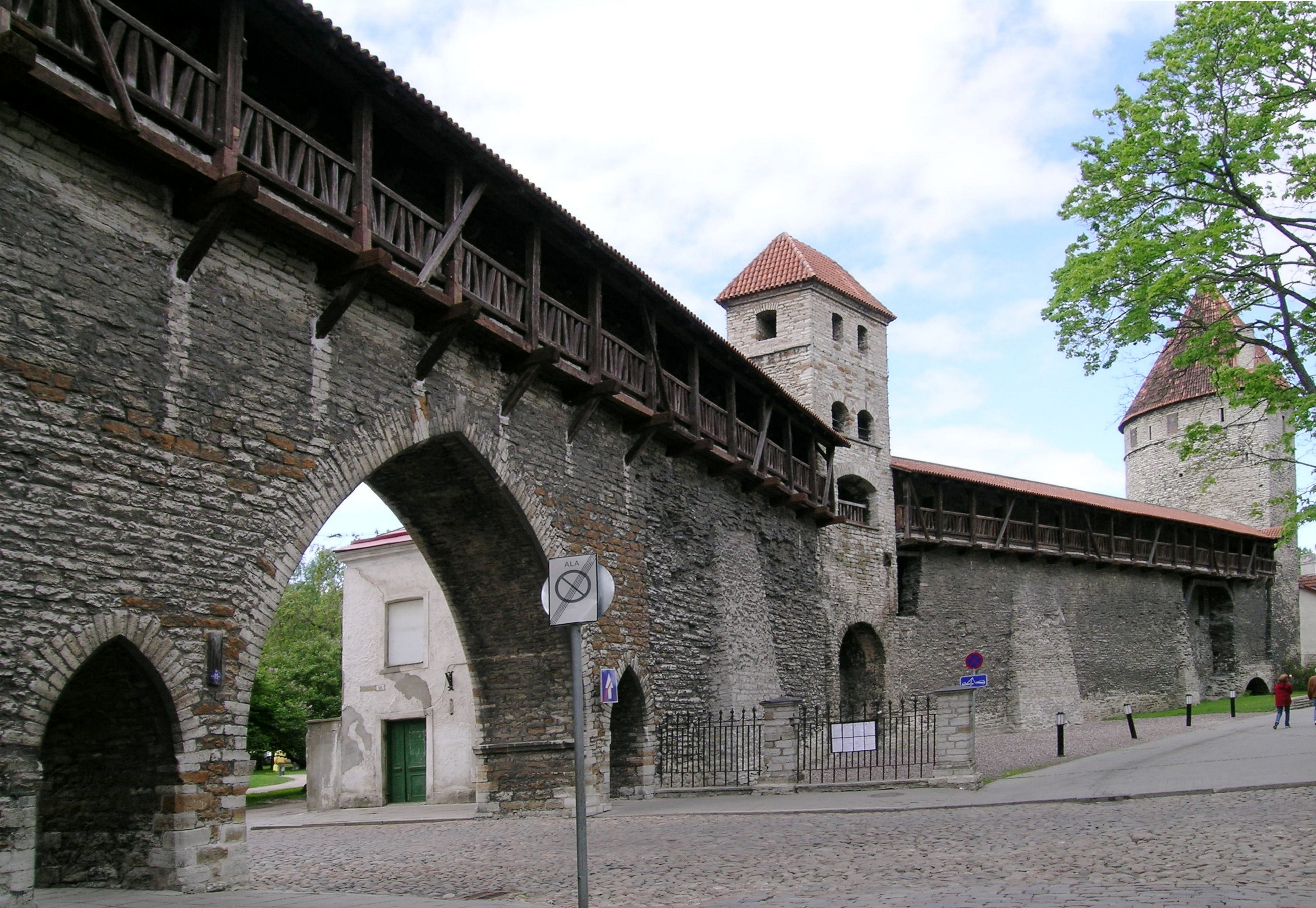
بخشی از دیوار قدیمی شهر.
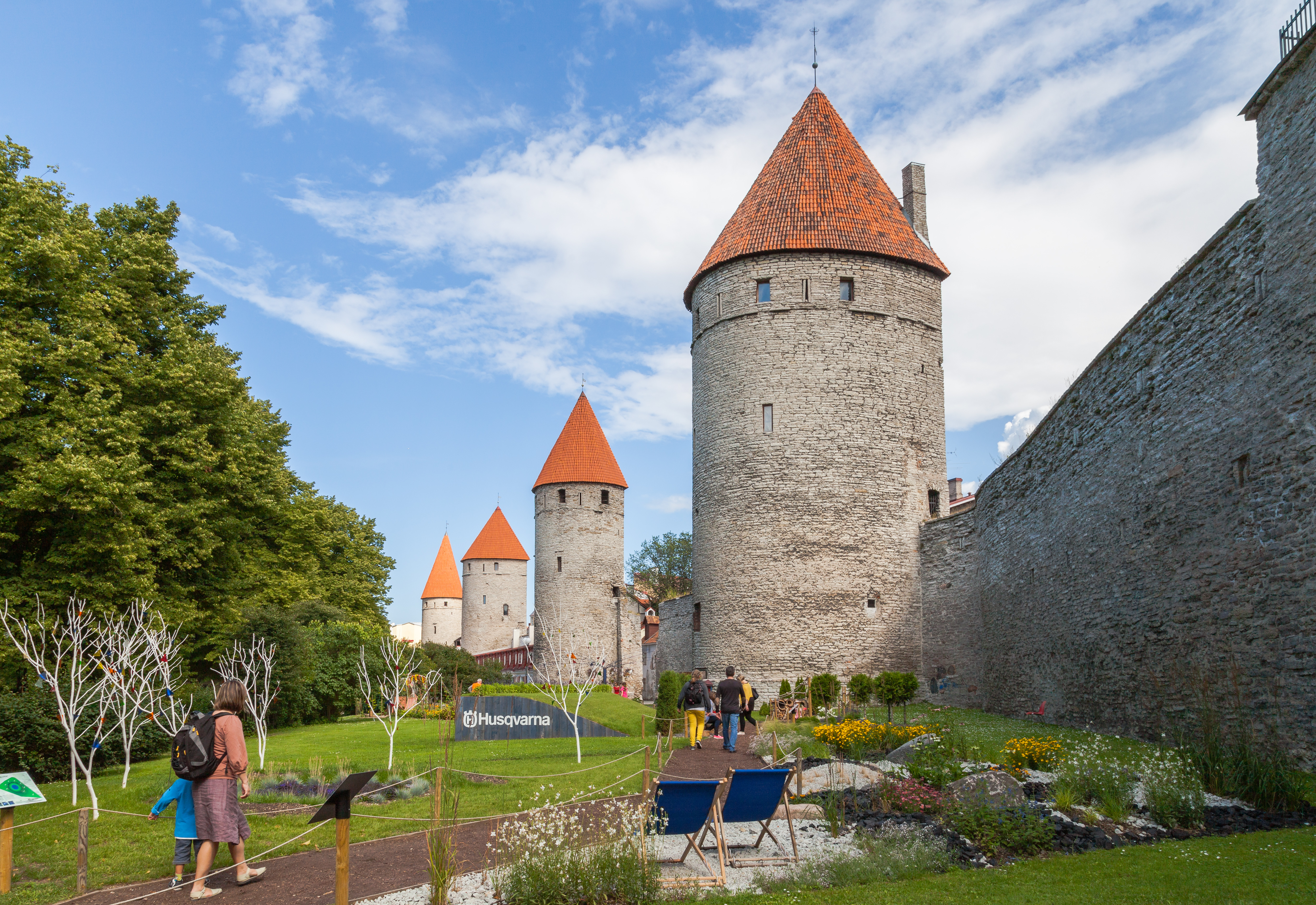
دیوارهای تالین
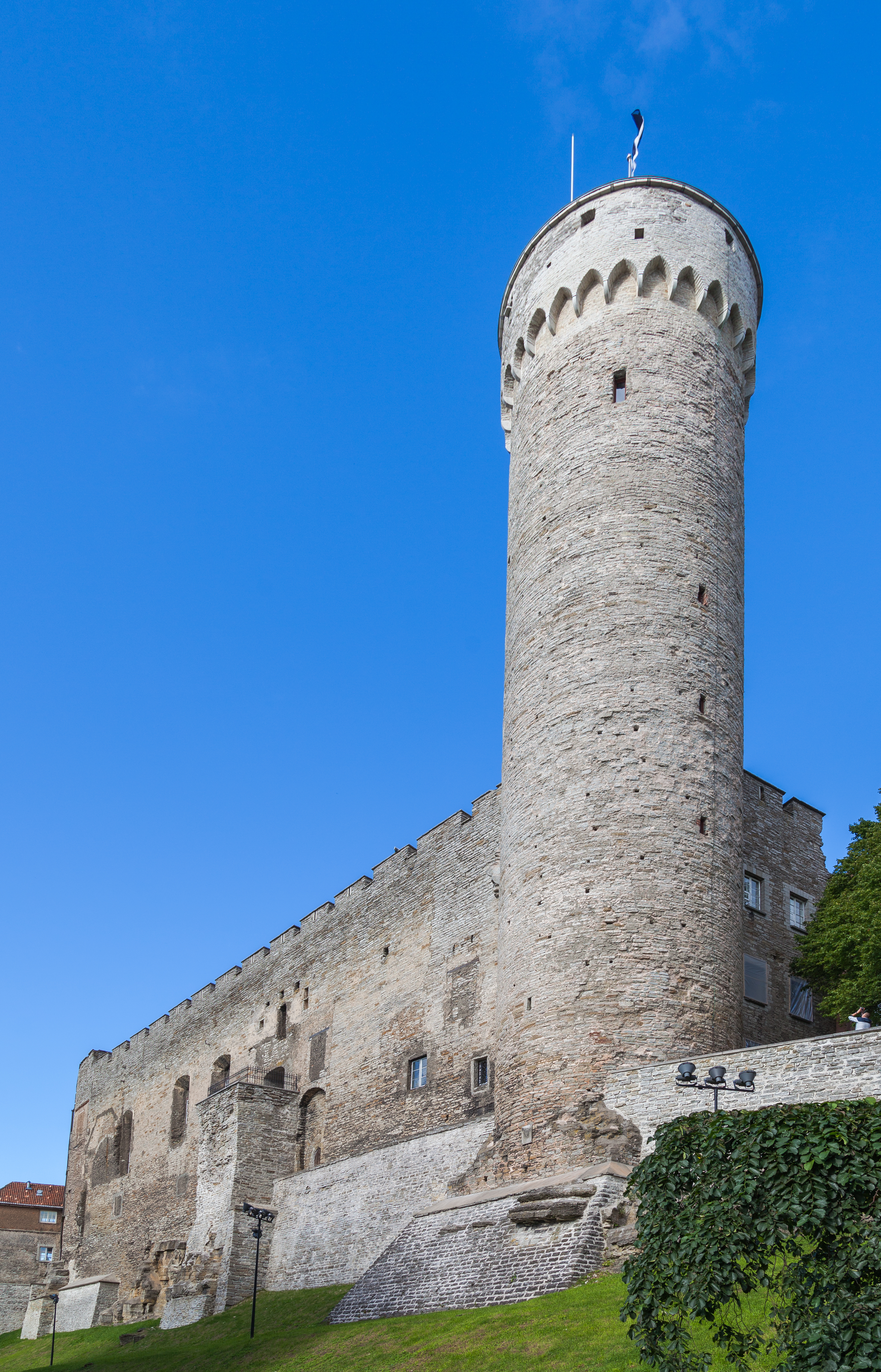
"پیک هرمان" (Toompea)
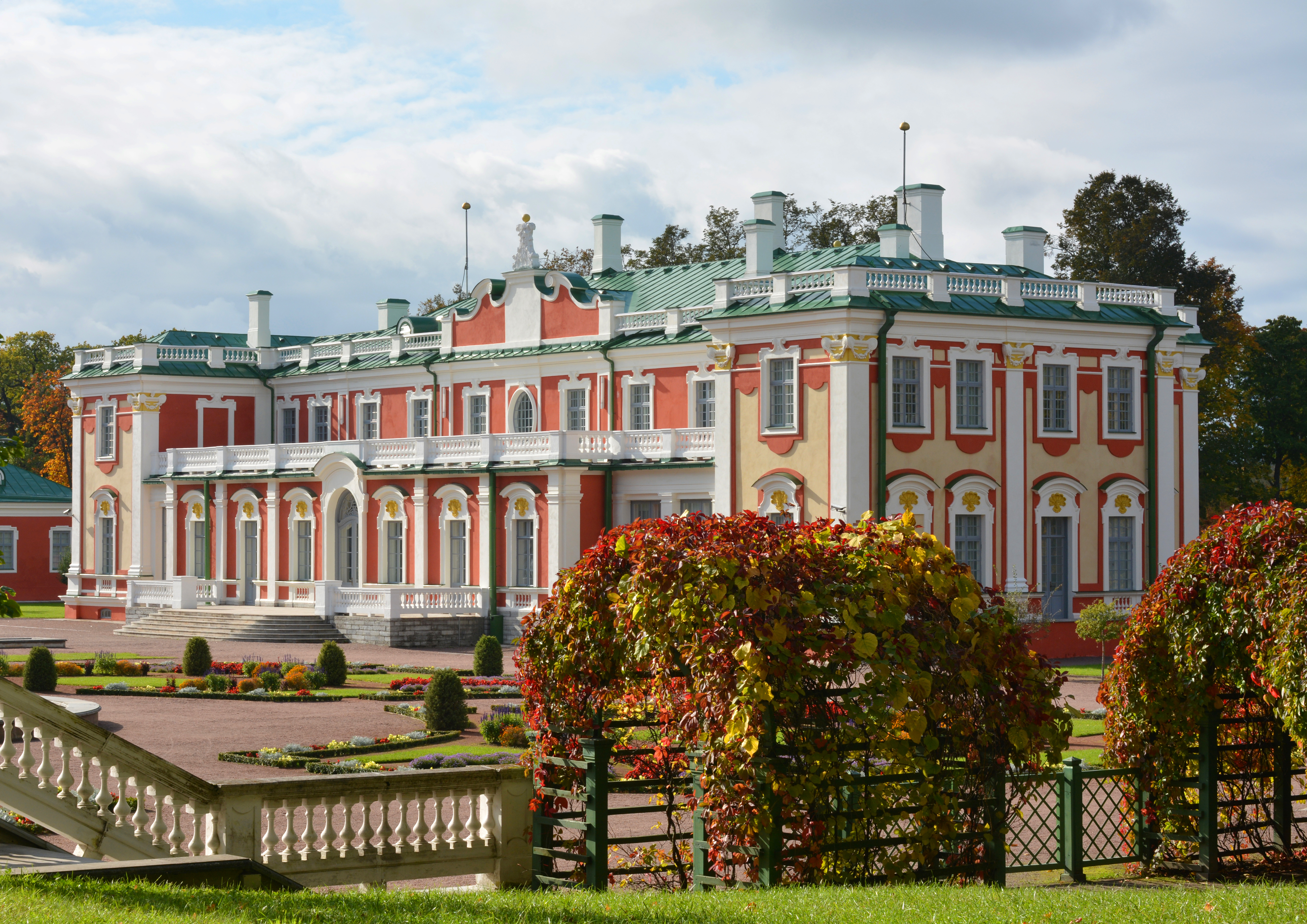
کاخ کادریورگ
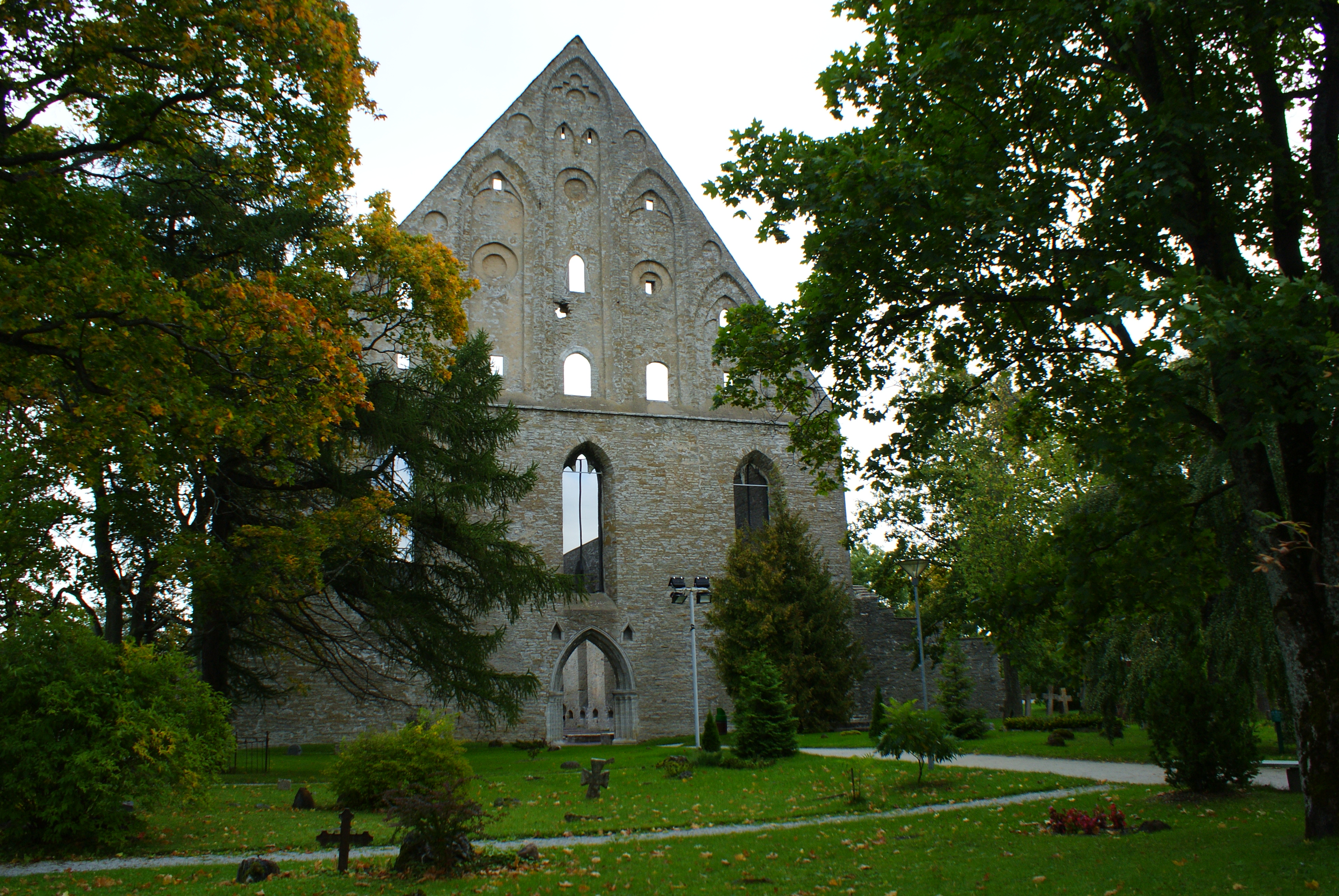
خرابه‌های صومعه پیریتا